# UFC Fight Night: Vieira vs. Tate
UFC Fight Night: Vieira vs. Tate (também conhecido como UFC Fight Night 198 e UFC on ESPN+56) foi um evento de MMA produzido pelo Ultimate Fighting Championship que ocorreu em 20 de novembro de 2021 no UFC Apex em Las Vegas, Nevada.

## História
Uma luta no peso galo entre Ketlen Vieira e a ex campeã Miesha Tate foi o evento principal da noite.
Uma luta no peso galo entre Rani Yahya e Kyung Ho Kang ocorreu neste evento.
Uma luta no peso mosca feminino entre Joanne Calderwood e Alexa Grasso era esperada para este evento. Entretanto, Grasso teve que se retirar da luta devido a uma lesão e foi substituída por Taila Santos.